# Saint-Cyr-de-Favières
Saint-Cyr-de-Favières är en kommun i departementet Loire i regionen Auvergne-Rhône-Alpes i centrala Frankrike. Kommunen ligger i kantonen Saint-Symphorien-de-Lay som tillhör arrondissementet Roanne. År 2022 hade Saint-Cyr-de-Favières 1 028 invånare.

## Befolkningsutveckling
Antalet invånare i kommunen Saint-Cyr-de-Favières
| Referens: INSEE |